# Seneca (Dakota del Sud)
Seneca és una població dels Estats Units a l'estat de Dakota del Sud. Segons el cens del 2000 tenia 58 habitants.

## Demografia
Segons el cens del 2000, Seneca tenia 58 habitants, 28 habitatges, i 14 famílies. La densitat de població era de 54,6 habitants per km².
Dels 28 habitatges en un 17,9% hi vivien nens de menys de 18 anys, en un 42,9% hi vivien parelles casades, en un 3,6% dones solteres, i en un 50% no eren unitats familiars. En el 46,4% dels habitatges hi vivien persones soles el 25% de les quals corresponia a persones de 65 anys o més que vivien soles. El nombre mitjà de persones vivint en cada habitatge era de 2,07 i el nombre mitjà de persones que vivien en cada família era de 3.
Per edats la població es repartia de la següent manera: un 20,7% tenia menys de 18 anys, un 8,6% entre 18 i 24, un 13,8% entre 25 i 44, un 22,4% de 45 a 60 i un 34,5% 65 anys o més.
L'edat mediana era de 50 anys. Per cada 100 dones de 18 o més anys hi havia 91,7 homes.
La renda mediana per habitatge era de 18.750 $ i la renda mediana per família de 23.750 $. Els homes tenien una renda mediana de 25.833 $ mentre que les dones 17.500 $. La renda per capita de la població era de 10.642 $. Entorn del 25% de les famílies i el 20% de la població estaven per davall del llindar de pobresa.

## Poblacions més properes
El següent diagrama mostra les poblacions més properes.